# Nodar Lominadze
Nodar Lominadze (in georgiano ნოდარ ლომინაძე?; Ozurgeti, 4 aprile 2002) è un calciatore georgiano, centrocampista dell'Estoril Praia.

## Carriera

### Club
Cresciuto nel settore giovanile del Mertskhali Ozurgeti, nel 2019 è stato acquistato dalla Dinamo Tbilisi con cui ha esordito il 19 maggio 2021 nell'incontro di Sakartvelos tasi perso 1-0 contro il Gareji Sagarejo. Il 4 dicembre seguente ha esordito in Erovnuli Liga nella partita vinta 3-2 contro la Lok’omot’ivi Tbilisi.
Nel giugno del 2022 è stato ceduto in prestito al Gagra per il resto della stagione, e nel gennaio del 2023 è passato con la stessa formula al Samgurali Ts'q'alt'ubo fino al termine dell'anno. Rientrato alla Dinamo per la prima metà del 2024, nel mese di luglio è passato in prestito al Dila Gori. Nel gennaio del 2025 è tornato a Tbilisi dove è stato confermato in rosa.

### Nazionale
Ha giocato nelle nazionali giovanili georgiane Under-18 ed Under-19.
Il 15 giugno 2023 è stato convocato dalla nazionale Under-21 georgiana per disputare il campionato europeo di categoria.

## Statistiche

### Presenze e reti nei club
Statistiche aggiornate al 3 giugno 2025.
| Stagione        | Squadra                | Campionato      | Campionato | Campionato | Coppe nazionali | Coppe nazionali | Coppe nazionali | Coppe continentali | Coppe continentali | Coppe continentali | Altre coppe | Altre coppe | Altre coppe | Totale | Totale |
| Stagione        | Squadra                | Comp            | Pres       | Reti       | Comp            | Pres            | Reti            | Comp               | Pres               | Reti               | Comp        | Pres        | Reti        | Pres   | Reti   |
| --------------- | ---------------------- | --------------- | ---------- | ---------- | --------------- | --------------- | --------------- | ------------------ | ------------------ | ------------------ | ----------- | ----------- | ----------- | ------ | ------ |
| 2021            | Dinamo Tbilisi         | EL              | 1          | 0          | CG              | 1               | 0               | -                  | -                  | -                  | -           | -           | -           | 2      | 0      |
| 2022            | Dinamo Tbilisi         | EL              | 9          | 0          | CG              | 0               | 0               | -                  | -                  | -                  | -           | -           | -           | 9      | 0      |
| 2022            | Gagra                  | EL              | 14+2       | 1+0        | CG              | 1               | 0               | -                  | -                  | -                  | -           | -           | -           | 17     | 1      |
| 2023            | Samgurali Ts'q'alt'ubo | EL              | 27         | 7          | CG              | 3               | 1               | -                  | -                  | -                  | -           | -           | -           | 30     | 8      |
| 2024            | Dinamo Tbilisi         | EL              | 13         | 0          | CG              | 0               | 0               | UECL               | 2                  | 0                  | SG          | 2           | 1           | 17     | 1      |
| 2024            | Dila Gori              | EL              | 16         | 0          | CG              | 0               | 0               | -                  | -                  | -                  | -           | -           | -           | 16     | 0      |
| 2025            | Dinamo Tbilisi 2       | EL2             | 1          | 0          | -               | -               | -               | -                  | -                  | -                  | -           | -           | -           | 1      | 0      |
| 2025            | Dinamo Tbilisi         | EL              | 18         | 1          | CG              | 0               | 0               | -                  | -                  | -                  | -           | -           | -           | 18     | 1      |
| Totale carriera | Totale carriera        | Totale carriera | 101        | 9          |                 | 5               | 1               |                    | 2                  | 0                  |             | 2           | 1           | 110    | 11     |

## Palmarès

### Club

#### Competizioni nazionali
- Campionato georgiano: 1

Dinamo Tbilisi: 2022